# Thereva orientalis
Thereva orientalis är en tvåvingeart som beskrevs av Baez 1982. Thereva orientalis ingår i släktet Thereva och familjen stilettflugor.
Artens utbredningsområde är Kanarieöarna. Inga underarter finns listade i Catalogue of Life.